# Eonodosaria
Eonodosaria es un género de foraminífero bentónico de la familia Geinitzinidae, de la superfamilia Geinitzinoidea, del suborden Fusulinina y del orden Fusulinida. Su especie tipo es Eonodosaria evlanensis. Su rango cronoestratigráfico abarca desde el Givetiense (Devónico medio) hasta el Fameniense  (Devónico superior).

## Discusión
Clasificaciones más recientes incluyen Eonodosaria en la familia Eonodosariidae, de la superfamilia Eonodosarioidea, del suborden Earlandiina, del orden Earlandiida, de la subclase Afusulinana y de la clase Fusulinata.

## Clasificación
Eonodosaria incluye a las siguientes especies:
- Eonodosaria evlanensis †
- Eonodosaria magnifica †